# Păcură
Păcura este un combustibil lichid greu de origine petrolieră folosit în centrale termice, boilere și cazane. Spre deosebire de alte tipuri de combustibil de încălzire păcura trebuie pulverizată pentru a putea fi aprinsă. Păcura constituie și materia primă pentru fabricarea motorinei grele, uleiurilor, asfalturilor etc.
Majoritatea produselor cu păcură sunt foarte asemănătoare din punct de vedere chimic cu motorina folosită ca combustibil pentru motor; combustibilul pentru motor este de obicei supus unor taxe mai mari pe combustibil. Multe țări adaugă coloranți combustibili la păcură, permițând autorităților  să verifice dacă un șofer încearcă să scape de taxele pentru combustibil. Din 2002, Solvent Yellow 124 a fost adăugat ca „Euromarker” în Uniunea Europeană.
Păcura este livrată în mod obișnuit cu autocisterne și depozitată în rezervoare de stocare supraterane ("AST") situate în subsoluri, garaje sau în exteriorul adiacent clădirii. Este depozitată uneori în rezervoare de stocare subterane (sau „UST-uri”), dar mai rar decât AST. AST-urile sunt utilizate pentru instalații mai mici datorită costurilor mai mici. Păcura este mai rar folosită ca combustibil industrial sau pentru generarea de energie.
Scurgerile din rezervoare și conducte reprezintă o preocupare de mediu. Sunt în vigoare diverse reglementări cu privire la transportul, depozitarea și arderea corespunzătoare a păcurei, care este clasificată drept material periculos (HazMat).
Spre exemplu, păcura este des folosită drept combustibil pentru locomotivele diesel și termocentrale.